# Gervasius von Canterbury
Gervasius von Canterbury (* um 1145; † um 1210, auch Gervase of Canterbury, Gervasus Cantuariensis oder Gervasius Dorobernensis) war ein englischer Chronist und benediktinischer Mönch.

## Biographie
Gervasius verbrachte einen Großteil seines Lebens an der Kathedrale von Canterbury. Über sein frühes Leben ist wenig bekannt. In seiner Zeit als Mönch verfasste er eine Reihe Chroniken, Karten und Originalberichte, die wichtige Originalquellen der Zeit darstellen.

## Werk
Sein bekanntestes Werk ist die Chronica, eine Chronik, die den Zeitraum von 1100 bis 1199 abdeckt. Sein Bericht über ein astronomisches Ereignis im Jahr 1178 ist Grundlage für die Hypothese, die Entstehung des Mondkraters Giordano Bruno sei damals beobachtet worden.
Gervasius beschrieb zudem den äußerst selten zu beobachtenden Transit des Mars vor Jupiter am 12. September 1170. Die nächste Bedeckung ist erst wieder im Jahr 2223.
Er verfasste außerdem die Actus Pontificum Cantuariensis Ecclesiae, eine Geschichte der Erzbischöfe von Canterbury bis zum Tode von Hubert Walter im Jahr 1205 und eine frühe Mappa Mundi.